# Saprochaete quercus
Saprochaete quercus är en svampart som beskrevs av de Hoog & M.T. Sm. 2004. Saprochaete quercus ingår i släktet Saprochaete och familjen Dipodascaceae.   Inga underarter finns listade i Catalogue of Life.